# راية غزل كفر الدوار
نادي راية غزل كفر الدوار لكرة القدم هو نادي كرة قدم مصري مقره كفر الدوار بمحافظة البحيرة . يلعب النادي حاليًا في دوري الدرجة الثانية المصري.
يعتبر من الأندية ذات الشعبية لانه يمثل مدينة كفر الدوار .

## تأسيس النادي
نادي راية غزل كفر الدوار لكرة القدم هو نادي كرة قدم تابع للقوات المسلحة و شركة غزل كفر الدوار

## المواسم الأخيرة للنادي

### موسم 2022–23
في موسم 2022–23 من الدرجة الثالثة المصري أنهى نادي راية الدوري في المركز الأول ونجح في الصعود من دورة الترقي ليلعب في الموسم التالي في دوري المحترفين المصري 2023–24 .

### كأس مصر
طوال هذا الوقت ، تمكنوا من الوصول إلى دور ال 32، وخسروا أمام بيراميدز. في موسم 2022–23 حيث خسروا 2–0.

## أنظر أيضاً
- قائمة أندية كرة القدم في مصر